# Traben-Trarbach
Traben-Trarbach – miasto w Niemczech, w kraju związkowym Nadrenia-Palatynat, w powiecie Bernkastel-Wittlich, siedziba gminy związkowej Traben-Trarbach. Do 30 czerwca 2014 siedziba gminy związkowej Traben-Trarbach. Miasto jest uznanym kurortem.

## Położenie geograficzne
Traben-Trarbach leży około 40 km na północny wschód od Trewiru i około 60 km na południowy zachód od Koblencji w dolinie środkowego biegu Mozeli. Na północ od miasta znajduje się wzniesienie Mont Royal (305 m n.p.m.) w malowniczym zakolu Mozeli. Około 10 km na wschód w linii powietrznej znajduje się Port lotniczy Frankfurt-Hahn.
Traben stanowi lewobrzeżną część miasta i patrząc z mostu nad Mozelą łączącego obie części, po jego prawej stronie widzimy budynek Starej Poczty, a na drugim zakończeniu mostu, prawobrzeżnym, brama mostowa (Brückentor), która prowadzi do starego centrum Trarbach.

## Historia
Pierwsze wzmianki o Traben pochodzą z dokumentu cesarza Ludwika der Fromme (814-840), który przekazuje miasto z okolicznymi ziemiami na własność Fundacji Maryjnej w Akwizgranie.
W 1557 w Traben i Trarbach wprowadzono Reformację i do dzisiaj przeważają w nim protestanci. W 1734 Francuzi zdobywają twierdzę w Trarbach (wojna o sukcesję polską). Po Kongresie wiedeńskim w 1815 Trarbach i jego okolice przypadły Prusom. W 1857 wielki pożar zniszczył znaczną część miasta Trarbach, który oszczędził tylko 42 budowle. Mimo wielokrotnych pożarów zachowały się domy kilku bogatych mieszczan zbudowanych w technice szachulcowej.
W 1898 wybudowano pierwszy most między obiema miejscowościami, który w ostatnich dniach wojny w 1945 został wysadzony w powietrze. Do 1924 był jedynym mostem między Koblencją i Bernkastel. W XIX w. tutejszy ośrodek był jednym z wiodących miast w handlu winem.
W 1904 zjednoczono obie miejscowości i powstało miasto Traben-Trarbach. Następne zmiany polegające na dołączeniu kilku okolicznych gmin nastąpiły w 1969. Rok później powstała Gmina związkowa Traben-Trarbach licząca około 18 000 mieszkańców.

## Herb miasta
Na srebrno-czerwonej szachownicy na górze kłusujący kary koń, na dole na zielonym, pofalowanym polu złota okrągła wieża pokryta czarnym dachem ze srebrną, łukowatą bramą, ponad którą umieszczono sześć srebrnych okien w dwóch rzędach.

## Turystyka
Poza winem, piwnicami pod miastem (udostępnione do zwiedzania) i zabiegami leczniczymi miasto umożliwia skorzystanie z trasy wędrownej przebiegającej przez miasto (Moselsteig) otworzonej w 2014 o długości 365 km, biegnącej między Perl przez Trewir, Bernkastel-Kues, Zell (Mosel), Cochem do Koblencji.
Przez miasto wiedzie także malownicza trasa rowerowa (Moselradweg) od Perl do Koblencji o długości 248 km wzdłuż brzegów Mozeli.

## Do zobaczenia
- promenada nad Mozelą[3]
- Brückentor (Brama mostowa) z 1899 wg projektu berlińskiego architekta Bruno Möhringa w stylu niemieckiej secesji[1][3]
- domy Huesgena i Breuckera, (Bruno Möhring), 1904 i 1905 (secesja)[1]
- ruiny zamku Gravenburg (XIV w.,wielokrotnie oblegany i w 1795 wysadzony przez Francuzów)[1]
- ruiny twierdzy Mont Royal wybudowanej przez Vaubana dla Ludwika XIV w latach 1687-1692[1]
- starówka (Trarbach)[3]
- Biała wieża na ulicy Grabenstrasse (Trarbach)[1]
- stara poczta (Postamt) przy moście nad Mozelą (Traben)[3]
- piwnice win pod miastem z XIV w.[3]

## Galeria

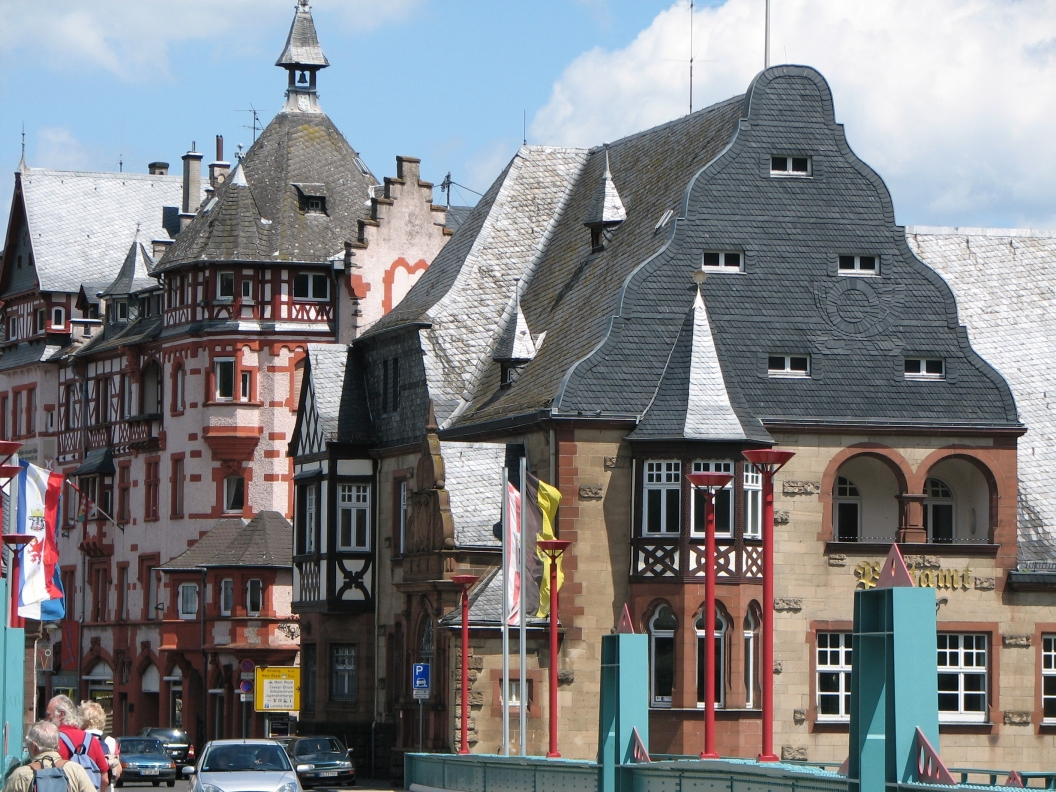
Budynek starej poczty i Dom Loretty (Lorettahaus) (Traben)
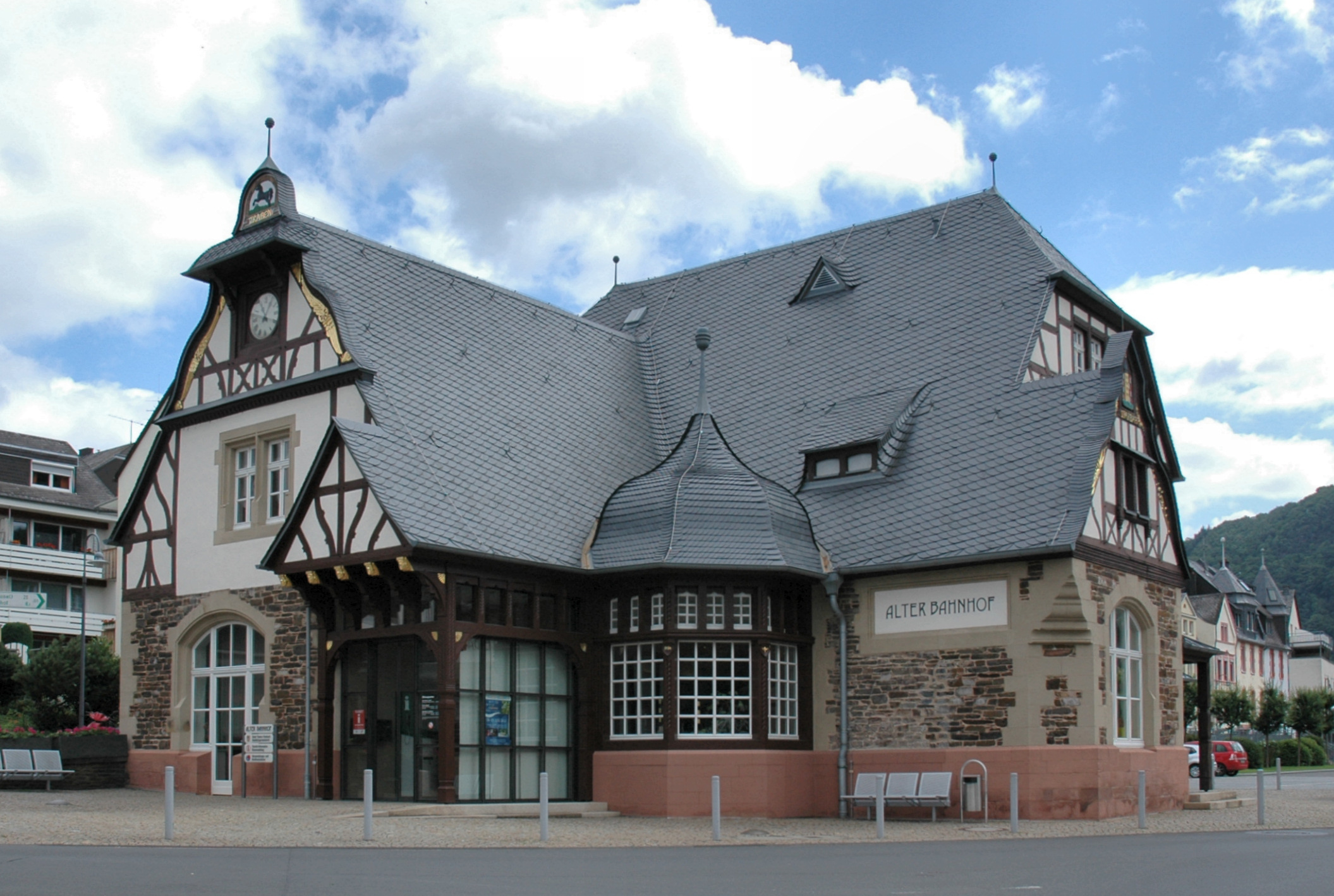
Budynek starego dworca w Traben
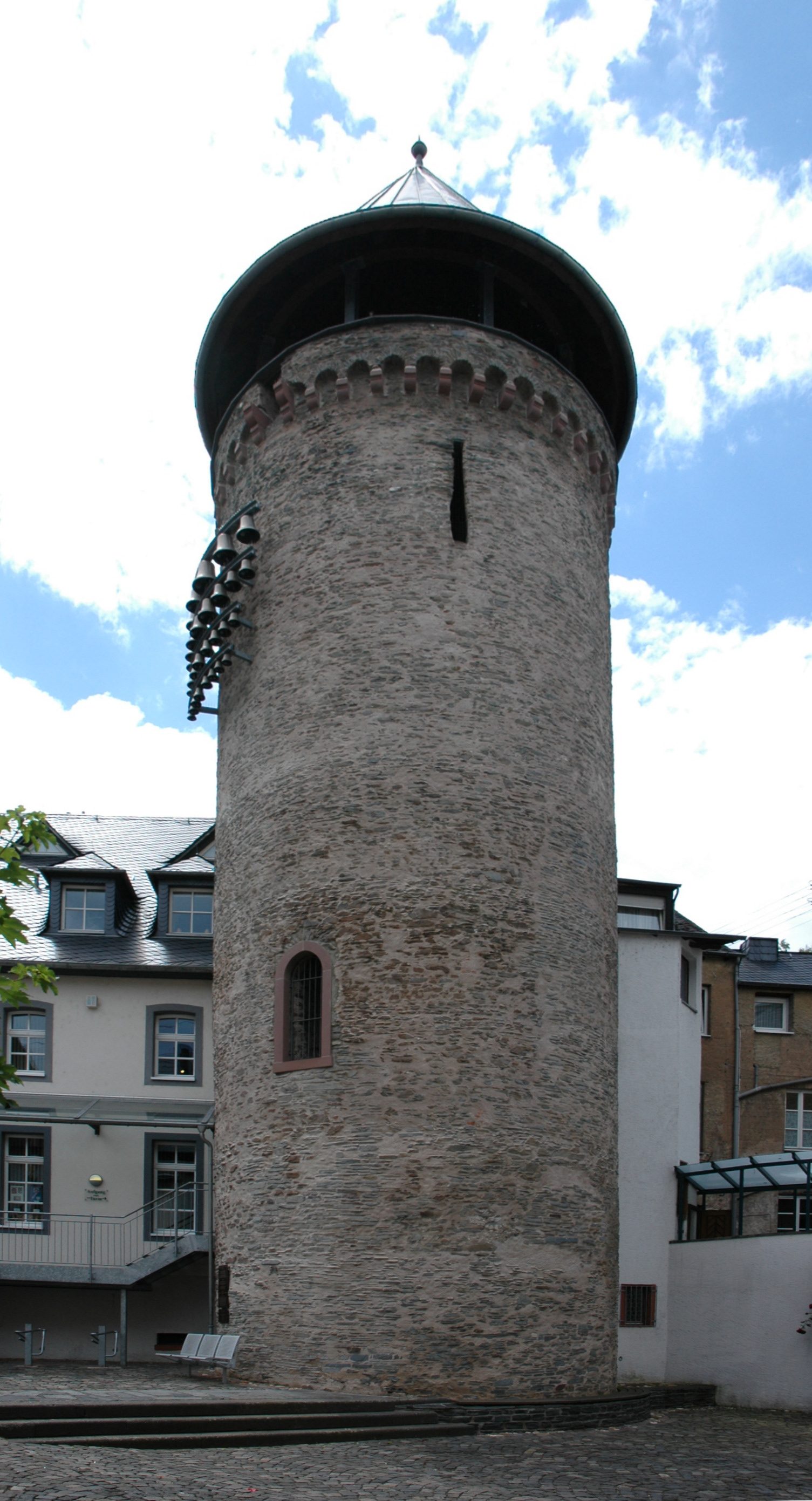
Biała wieża (Stadtturm) w Trarbach
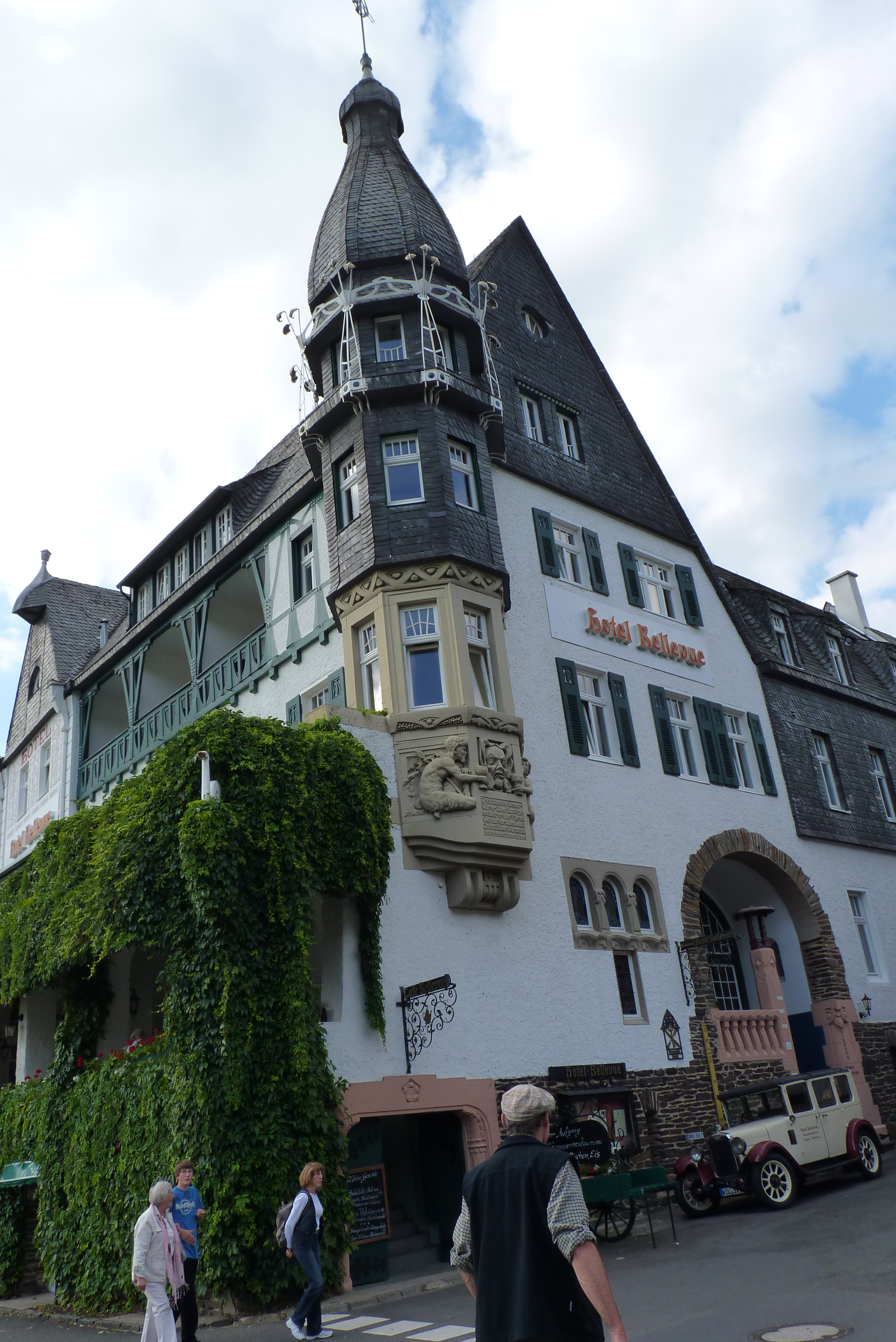
Hotel Bellevue (Traben)
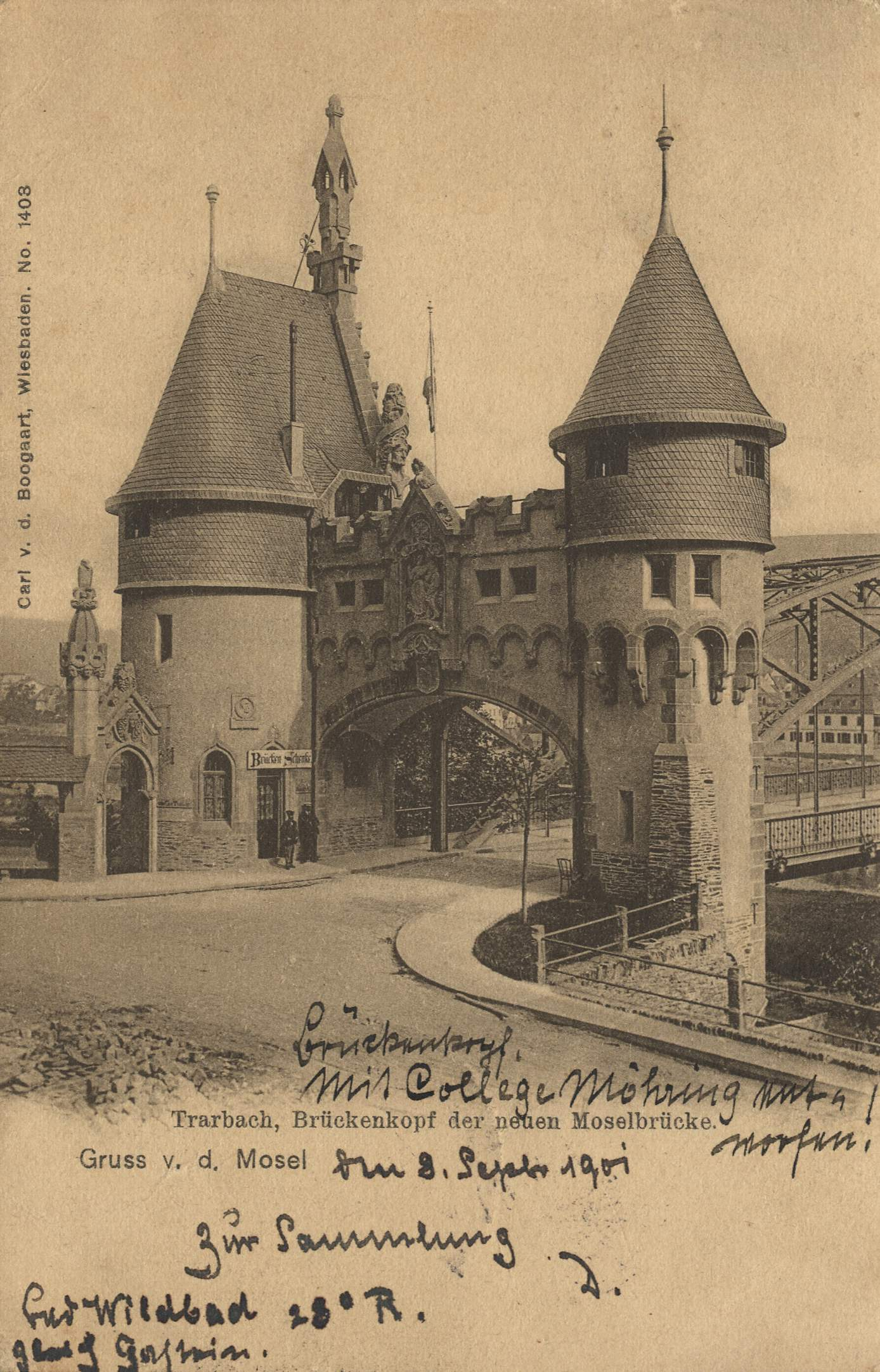
Brama mostowa (Brückentor) 1901
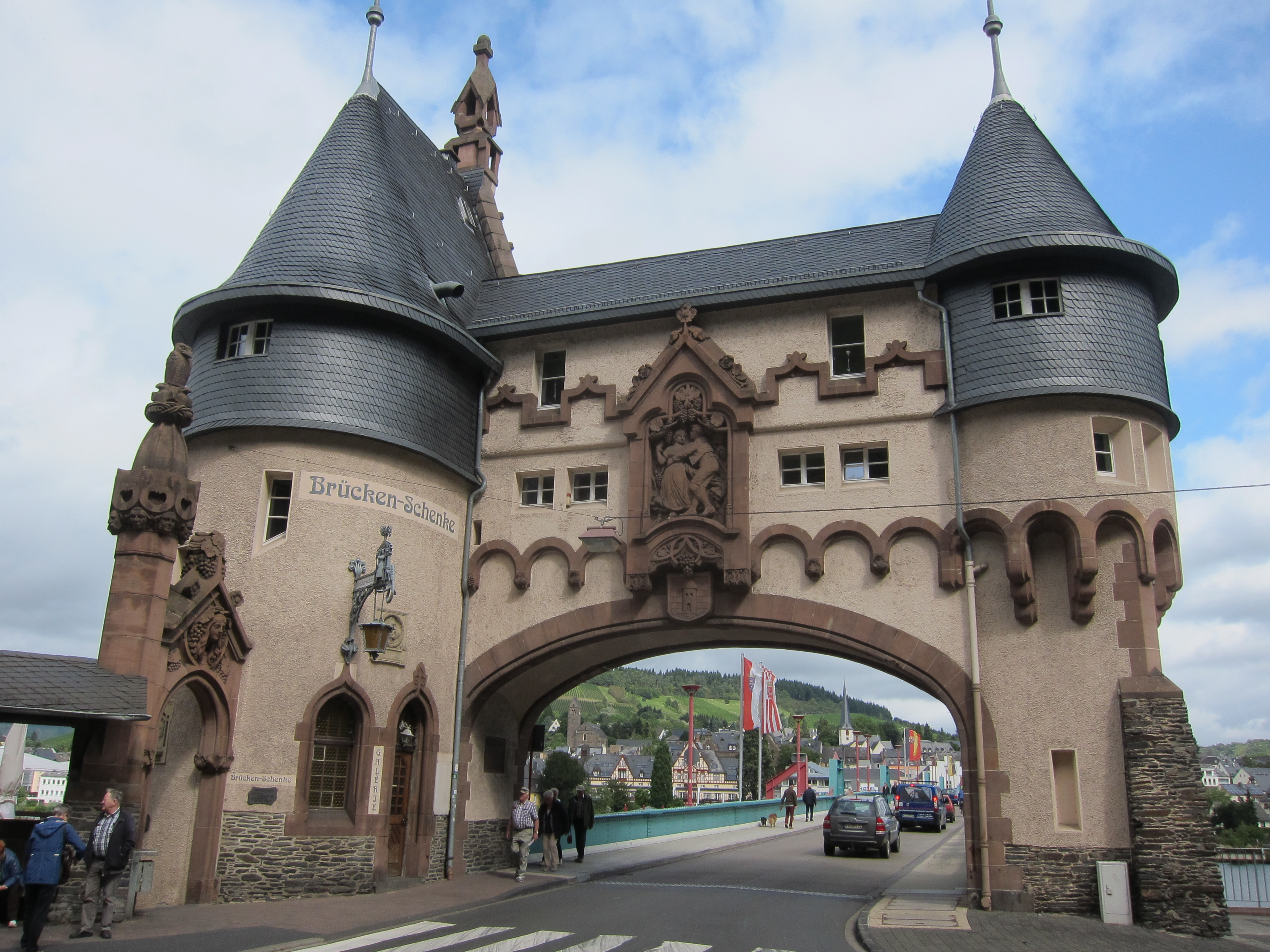
Wieża mostowa (Brückentor) od strony południowej